# Хронологија инвазије Русије на Украјину (фебруар 2022)
Овај чланак обухвата дешавања која су се догодила у фебруару 2022. године, за време инвазије Русије на Украјину.

## Хронологија

### 24. фебруар
Нешто пре 04:00 по московском времену 24. фебруара, Путин је саопштио да је донео одлуку о покретању војне операције у источној Украјини. Путин је у свом обраћању тврдио да нема планова за окупацију украјинске територије и да подржава право народа Украјине на самоопредељење. Путин је такође навео да је Русија тражила „демилитаризацију и денацификацију“ Украјине — потоњу тврдњу коју је Си-Ен-Ен назвао „неоснованом“ — и позвао украјинске војнике да положе оружје и оду својим кућама. У светлу захтева руског Министарства одбране којим се од јединица за контролу ваздушног саобраћаја Украјине тражи да обуставе летове, ваздушни простор изнад Украјине је ограничен на цивилни ваздушни саобраћај, а Агенција за безбедност ваздухопловства Европске уније сматра цело подручје активном зоном сукоба.
У року од неколико минута од Путиновог саопштења, експлозије су забележене у Кијеву, Харкову, Одеси и Донбасу. Украјински званичници рекли су да је Русија искрцала трупе у Мариупољу и лансирала крстареће и балистичке ракете на аеродроме, војне штабове и војна складишта у Кијеву, Харкову и Дњепру. Војна возила су у Украјину ушла преко Сенкивке на месту где се Украјина граничи са Белорусијом и Русијом око 6:48. по локалном времену. Видео приказује руске трупе које улазе у Украјину са Крима који је анексирала Русија. Амерички сенатор Марко Рубио, високо рангирани члан Комитета за обавештајне послове, тврдио је да су почетни циљеви Русије били да успостави супериорност у ваздуху, покрене покрет клијешта из Белорусије и Крима да одсече украјинске копнене снаге на истоку од Кијева и обезглави украјинску владу преко напада на зграде, вође и системе командовања и контроле.
Према речима украјинског државног министра Антона Херашченка нешто после 06:30 по локалном времену, руске снаге су извршиле инвазију преко копна у близини града Харкова и пријављено је велико амфибијско искрцавање на град Мариупољ. BBC је у 07:40 цитирао друге изворе и рекао да у земљу улазе и трупе из Белорусије. Украјинске граничне снаге известиле су о нападима на локације у Луганску, Суми, Харкову, Чернигову и Житомиру, као и са Крима. Руско Министарство одбране тврди да нема отпора украјинских граничних снага. Украјинско министарство унутрашњих послова саопштило је да су руске снаге заузеле села Хородишће и Милове у Луганску. Украјински центар за стратешке комуникације и стратешку безбедност известио је да је украјинска војска одбила напад код Луганска и вратила контролу над градом, са скоро 50 жртава са руске стране.
Након што је сат времена била ван мреже, веб страница украјинског министарства одбране је враћена. Министарство је тврдило да је у Луганску оборило пет авиона и један хеликоптер. Нешто пре 07:00 по локалном времену, председник Зеленски је најавио увођење ванредног стања у Украјини. Касније је наредио украјинској војсци да „нанесе максималне губитке“ освајачима. Зеленски је такође најавио да се прекидају дипломатски односи са Русијом, који ступају на снагу одмах. Руске ракете гађале су украјинску инфраструктуру, укључујући и кијевски аеродром Бориспољ. Украјина је затворила свој ваздушни простор за цивилне летове. Такође, истог дана је био гађан и међународни аеродром у Ивано-Франкивску. (користио се и за цивилне и за војне авионе)
Руске снаге су напале војну јединицу у Подиљску, у којој је шесторо погинуло и седам рањено. Још једна особа је убијена у граду Мариупољу. Још деветнаест особа се такође води као нестало. Кућа у Чугујиву је оштећена од руске артиљерије; станари те куће су повређени, а један дечак је погинуо. Осамнаест људи је погинуло у руском бомбардовању у селу Липетске (Одеска област).
У 10:00 по локалном времену на брифингу украјинске председничке администрације је саопштено да су руске трупе извршиле инвазију на Украјину са севера (до 5 km дубоко). Речено је да су руске трупе биле активне у Харковској области, Черниговској области и у близини Сумија. Прес служба Зеленског је такође саопштила да је Украјина одбила напад у Волинској области. У 10:30 по локалном времену украјинско министарство одбране је известило да су руске трупе у Черниговској области заустављене, велика битка код Харкова је у току, а Мариупољ и Шчастје су у потпуности враћени. Саопштено је да је уништено 6 руских авиона, 2 хеликоптера и десетине оклопних возила. Русија је негирала да је изгубила било какве авионе или оклопна возила. Украјински главнокомандујући Валериј Залужњи објавио је фотографије 2 заробљена руска војника на којима се наводи да су из руског 423. гардијског Јампољског моторног пука (војна јединица 91701). Руске снаге заузеле су међународни аеродром Антонов у Хостомелу, предграђу Кијева.
Белорусија је дала своју територију руским трупама за инвазију на Украјину са севера: у 11:00 по локалном времену. Украјински граничари пријавили су пробој границе у Вилчи (Кијевска област), а граничари у Житомирској области су бомбардовани од стране МЛРС (вероватно БМ-21 Град). Такође је саопштено да је хеликоптер без ознака бомбардовао положај граничне страже у Славутичу из Белорусије. У 11:30 по локалном времену почео је други талас руског ракетног бомбардовања Украјине: међу гађаним градовима били су Кијев, Одеса, Харков и Лавов. Тешке копнене борбе вођене су у Доњецкој и Луганској области. Активисти за грађанска права у Пољској пријавили су пораст прелазака миграната из Белорусије у Пољску. Посматрачи сматрају да Белорусија прима наређења од Русије и користи мигранте на пољско-белоруској граници као оружје.
У 13:00 и 13:19 по локалном времену, украјинска гранична стража и Оружане снаге пријавиле су два нова сукоба — код Сумија („у правцу Конотопа“) и Старобилска (Луганска област). У 13:32 по локалном времену Валериј Залужњи је известио о четири балистичке ракете лансиране са територије Белорусије у југозападном правцу. Неколико станица Кијевског метроа и Харковског метроа коришћено је као склоништа за локално становништво. Извештава се да је бомбардована локална болница у Вухледару (Доњецка област), при чему су четири цивила погинула и 10 рањено (укључујући 6 лекара). Украјински граничари су известили да су два руска брода Василиј Биков (патролни брод пројекта 22160) и Москва напали и покушали да заузму мало Змијско острво у близини делте Дунава.
У 16:00 по локалном времену украјински председник Володимир Зеленски саопштио је да су избиле борбе између Русије и Украјине у градовима духова Чернобиљу и Припјату, који су добро познати по катастрофи у Чернобиљу 1986. године.
У 16:18 по локалном времену градоначелник Кијева Виталиј Кличко прогласио је полицијски час у трајању од 22:00 до 7:00.
Високи комесар Уједињених нација за избеглице Филипо Гранди проценио је да је више од 100.000 Украјинаца напустило своје домове, а хиљаде њих је прешло у Молдавију и Румунију.
У 22:00 по локалном времену, украјинска државна гранична стража саопштила је да су руске снаге заузеле Змијско острво након поморског и ваздушног бомбардовања.
Потврђено је да је убијено 17 цивила, укључујући 13 убијених у јужној Украјини, три у Мариупољу и један у Харкову

### 25. фебруар
До 25. фебруара 2022. у 01:24 по локалном времену, Зеленски је наредио пуну мобилизацију украјинске војске у трајању од 90 дана. Око 04:00 по локалном времену, Кијев су потресле две експлозије. Званичник украјинског министарства унутрашњих послова Антон Херашченко пренео је путем текстуалне поруке да су те експлозије биле крстареће и балистичке ракете које су гађане Кијевом. Украјинска влада је саопштила да је оборила непријатељску летелицу изнад Кијева, која се потом срушила на стамбену зграду и запалила је. Касније је потврђено да је реч о украјинском Су-27.
Независни војни аналитичари су приметили да се чини да су руске снаге на северу земље биле у великој мери ангажоване од стране украјинске војске. Руске јединице су покушавале да опколе Кијев и напредују ка Харкову, али су заглибили у тешким борбама, а слике на друштвеним мрежама сугеришу да су неке руске оклопне колоне упале у заседу. Насупрот томе, руске операције на истоку и југу биле су ефикасније. Најбоље обучене и опремљене руске јединице биле су позициониране изван Донбаса на југоистоку и чинило се да су маневрисале око припремљених одбрамбених ровова и напале у позадини украјинских одбрамбених положаја. У међувремену, руске војне снаге које су напредовале са Крима биле су подељене у две колоне, а аналитичари сугеришу да су можда покушавале да опколе и заробе украјинске браниоце у Донбасу, приморавајући Украјинце да напусте своју припремљену одбрану и боре се на отвореном.
Ујутро 25. фебруара, Зеленски је у телевизијском обраћању оптужио Русију да гађа цивилне и војне објекте. Представник украјинског Министарства унутрашњих послова Вадим Денисенко рекао је да су у претходна 24 сата погођена 33 цивилна места. Министарство одбране Украјине саопштило је да су руске снаге ушле у округ Оболон у Кијеву и да су биле удаљене око 9 km из зграде Врховне Раде. Министарство одбране је такође саопштило да сви украјински цивили имају право да се добровољно пријаве за војну службу без обзира на године.
Украјинске власти су саопштиле да је у нуклеарној електрани Чернобиљ након што су руске трупе заузеле то подручје откривено некритично повећање радијације која прелази контролне нивое, рекавши да је то због кретања тешких војних возила која дижу радиоактивну прашину у ваздух. Русија је тврдила да брани електрану од националистичких и терористичких група и да особље прати нивое радијације на локацији.
Градоначелник Горловке у Доњецкој Народној Републици коју подржава Русија известио је да је муниција коју је испалила украјинска војска погодила зграду локалне школе, убивши двоје наставника.
Зеленски је указао да се украјинска влада „не плаши да говори о неутралном статусу“. Истог дана, председник Путин је указао кинеском председнику Си Ђинпингу да је „Русија вољна да води преговоре на високом нивоу са Украјином“.
Док су се руске трупе приближавале Кијеву, Зеленски је замолио становнике да припреме молотовљеве коктеле како би „неутралисали“ непријатеља. Путин је у међувремену позвао украјинску војску да збаци владу. Украјина је поделила 18.000 пушака становницима Кијева који су изразили спремност да се боре и ангажовала Територијалне одбрамбене снаге, резервну компоненту украјинске војске, за одбрану Кијева. Неке руске снаге су ушле у северни Кијев, али нису напредовале даље од тога. Руске трупе Спетсназа инфилтрирали су се у град са намером да „лове“ владине званичнике.
Пентагон је до краја вечери саопштио да Русија није успоставила ваздушну превласт над украјинским ваздушним простором, што су амерички аналитичари предвидели да ће се догодити брзо након почетка непријатељстава. Капацитети украјинске противваздушне одбране су деградирани руским нападима, али су и даље оперативне. Војни авиони обе земље наставили су да лете изнад Украјине. Пентагон је такође рекао да руске трупе такође не напредују тако брзо колико су мислили ни америчке обавештајне службе ни Москва, да Русија није заузела ниједан центар становништва и да су украјинска команда и контрола још увек нетакнути. Пентагон је упозорио да је Русија послала у Украјину само 30 одсто од 150.000–190.000 војника које је окупила на граници.
Украјински ракетни напад покренут је на ваздушну базу Милерово у Русији. Руски тенк из војне колоне снимљен је како гњечи цивилни аутомобил у северном Кијеву, скрећући преко пута да га смрви. Возач аутомобила, старији мушкарац, преживео је и помогли су му мештани.

### 26. фебруар
У поноћ између 25. и 26. фебруара по локалном времену, тешке борбе вођене су јужно од Кијева, у близини града Васиљкива и његове ваздушне базе. Украјински генералштаб тврди да је украјински ловац Су-27 оборио руски транспортни авион Ил-76 који је превозио падобранце у близини града. Градоначелница Василкива Наталија Балашинович рекла је да су украјинске снаге успешно браниле њен град и да се борбе завршавају.
Око 03:00, више од 48 експлозија за 30 минута пријављено је у околини Кијева, пошто се наводи да се украјинска војска бори у близини електране CHP-6 у северном делу Тројешчине. BBC је известио да би напад могао бити покушај да се граду искључи струја. Пријављене су тешке борбе у близини Кијевског зоолошког врта и насеља Шуљавка. Рано 26. фебруара, украјинска војска је саопштила да је одбила руски напад на војну базу која се налази на авенији Перемохи, главном путу у Кијеву; такође је тврдио да је одбио руски напад на град Николајев на Црном мору. Амерички званичници рекли су да су украјинске снаге обориле руски транспортни авион Ил-76 у близини Беле Цркве, педесетак миља јужно од Кијева. Председник Зеленски је остао у Кијеву, а CNN је известио да је он одбио америчке понуде за евакуацију, уместо да је затражио више муниције за украјинске трупе.
Асошиејтед прес је известио о стотинама жртава током ноћних борби у Кијеву, рекавши да је гранатирање уништило стамбену зграду, мостове и школе. Руско министарство одбране саопштило је да је заузело Мелитопољ, у близини Азовског мора, иако је британски министар Џејмс Хепи довео у питање ову тврдњу. Украјински генералштаб је у 11.00 известио да је његова летелица извела 34 лета у последња 24 сата, што указује на то да Русија и даље неочекивано не успева да оствари надмоћ у ваздуху.
До поподнева, већина руских снага које су се окупиле око Украјине борила се у земљи. Градоначелник Кијева Кличко увео је полицијски час од 17 часова у суботу до 8 ујутру у понедељак, упозоравајући да ће се свако напољу у то време сматрати непријатељским диверзантским и извиђачким групама. Ројтерс је известио да су интернет везе прекинуте у деловима Украјине, посебно на југу и истоку. Као одговор на захтев Михаила Федорова, премијера Украјине, Илон Маск је објавио да је укључио своју услугу Старлинк у Украјини, са „више терминала на путу“.
Представник украјинског Министарства унутрашњих послова Вадим Денисенко изјавио је да су руске снаге напредовале даље ка Енергодару и Запоришкој нуклеарној електрани. Он је навео да тамо постављају ракете Град и упозорио да би могли да нападну фабрику. Запорошка обласна државна управа саопштила је да су се руске снаге које су напредовале на Енергодар касније вратиле у Болшу Белозерку, село удаљено 30 km из града, истог дана.
Теретни брод у власништву Јапана, MV Namura Queen са 20 чланова посаде, погођен је руском ракетом у Црном мору. Молдавски брод MV Millennial Spirit такође је гранатиран од стране руског ратног брода, при чему је начињена велика штета.
Рамзан Кадиров, шеф Чеченске Републике, потврдио је да су Кадировци, јединице лојалне Чеченској Републици, распоређене и у Украјину.
CNN је добио снимак руског система ТОС-1, који носи термобаричко оружје, у близини украјинске границе. The Daily Telegraph је известио да су западни званичници упозорили да ће такво оружје изазвати неселективно насиље. Руска војска је користила ову врсту оружја у Првом чеченском рату 1990-их, а друге земље су га такође користиле у војним сукобима.
Шестогодишњи дечак је погинуо, а више њих је рањено када је артиљеријска ватра погодила дечију болницу Окматдит у Кијеву. Украјинска војска је тврдила да је дигла у ваздух конвој од 56 танкера у Черниговској области који су превозили дизел за руске снаге.
До краја дана, руске снаге нису успеле у својим покушајима да опколе и изолују Кијев, упркос механизованим и ваздушним нападима. Украјински генералштаб је известио да је Русија ангажовала своју оперативну северну резерву од 17 батаљонских тактичких група (БТГ) након што су украјинске снаге зауставиле напредовање 14 БТГ ка северу Кијева. Русија је привремено одустала од покушаја да заузме Чернигов и Харков након што су напади одбијени одлучним украјинским отпором, и заобишла је те градове да би наставила ка Кијеву. На југу је Русија заузела Бердјанск и запретила да ће опколити Мариупољ.
Институт за проучавање рата (ИСВ) је рекао да лоше планирање и извршење доводе до моралних и логистичких проблема за руску војску у северној Украјини. Амерички и британски званичници су известили да су се руске снаге суочиле са несташицом бензина и дизела, што је довело до застоја тенкова и оклопних возила и успоравања њиховог напредовања. На мрежи су се појавили и видео снимци руских тенкова и оклопних транспортера који су насукани поред пута. Русија је наставила да не користи свој пуни арсенал; ИСВ је рекао да се овим вероватно желе избећи дипломатске последице и последице за односе са јавношћу масовних цивилних жртава, као и да се избегне стварање рушевина које би ометале напредовање сопствених снага.

### 27. фебруар
Током ноћи почетком 27. фебруара је саопштено да је гасовод изван Харкова дигнут у ваздух у руском нападу, док се складиште нафте у селу Криачки у близини Василкива запалило након што је погођено пројектилима. Тешке борбе у близини ваздушне базе Василков спречиле су ватрогасце да угасе пожар. Такође је објављено да је група украјинских Рома (Цигана) запленила руски тенк у Лиубимовки, близу Каховке, у Херсонској области. Штавише, председничка канцеларија је саопштила да је бомбардован и аеродром Жуљани. Сепаратисти које подржава Русија у провинцији Луганск саопштили су да је украјински пројектил погодио нафтни терминал у граду Ровењки. Државна служба за ванредне ситуације Украјине спасила је 80 људи из деветоспратнице стамбене зграде у Харкову након што је руска артиљерија погодила зграду, тешко је оштетила и убила жену.
Градоначелник Нове Каховке Владимир Коваленко потврдио је да су град заузеле руске трупе и оптужио их да су уништили насеља Козатске и Веселе. Руске трупе су такође ушле у Харков, а борбе су се водиле на градским улицама, укључујући и центар града. У исто време, руски тенкови су почели да гурају у Суми. У међувремену, руско Министарство одбране саопштило је да су руске снаге у потпуности опколиле Херсон и Бердјанск, поред заузимања Гењическа и међународног аеродрома Херсон у Чернобајевки. До раног поподнева, гувернер Харковске области Олех Сињехубов изјавио је да су украјинске снаге повратиле пуну контролу над Харковом, а украјинске власти су саопштиле да се десетине руских војника у граду предало. Хенадиј Мацегора, градоначелник Купијанска, касније је пристао да преда контролу над градом руским снагама.
Сергеј Меликов, шеф Републике Дагестан, саопштио је да је убијен високи дагестански официр. Врховна рада је тврдила да је у Хостомелу поражена јединица кадировских војника.
Путин је наредио руским нуклеарним снагама високу приправност, "посебан режим борбеног дежурства", као одговор на, како је рекао, "агресивне изјаве" чланица НАТО-а. Ова изјава наишла је на оштре критике НАТО-а, Европске уније (ЕУ) и Уједињених нација (УН); Генерални секретар НАТО-а Јенс Столтенберг описао је то као "опасно и неодговорно", док је званичник УН Стефан Дижарик назвао идеју о нуклеарном рату "незамисливом".
Украјина је саопштила да ће послати делегацију да се састане са руском делегацијом за разговоре у Гомељу. Канцеларија Зеленског саопштила је да су пристали да се састану без предуслова. Зеленски је такође рекао да је телефоном разговарао са белоруским председником Александром Лукашенком и навео да му је обећано да белоруске трупе неће бити послате у Украјину.
Према обавештајној аналитичарској фирми Rochan Consulting. Русија је успела да повеже Крим са областима у источној Украјини које држе проруске снаге опсадом Маријупоља и Бердјанска. Олексиј Арестович, саветник председника Зеленског, изјавио је да су руске снаге заузеле Бердјанск. Главне руске снаге са Крима су напредовале на север ка Запорожју, док су руске снаге на источној обали Дњепра претиле Николајеву.
The Guardian је известио да су руске снаге потиснуте у Бучу и Ирпињу северозападно од Кијева. Према британским војним обавештајцима, руске механизоване снаге су заобишле Чернигов док су се кретале ка Кијеву. Гувернер Луганске области Серхи Хајдај оптужио је руске снаге да су уништиле Станицу Луханску и Шастију пре него што су их заузели, док их је гувернер Доњецке области Павло Кириленко такође оптужио за уништавање Волновахе.
ИСВ је саопштио да су руске снаге на северу Украјине вероватно направиле „оперативну паузу“ почевши од претходног дана како би распоредиле додатне снаге и залихе; Руски војни ресурси који раније нису били део снага за инвазију померали су се ка Украјини у очекивању тежег сукоба него што се очекивало.

### 28. фебруар
Дана 28. фебруара, Амерички званичник је рекао да се Белорусија спрема да пошаље своје војнике у Украјину као подршку руској инвазији, упркос претходним споразумима са Украјином. The Kyiv Independent је пренео анонимни извештај неименованих белоруских опозиционих новинара да ће белоруски падобранци бити распоређени, вероватно у области Кијева или Житомира.
Борбе су се водиле око Мариупоља током целе ноћи. Ујутро 28. фебруара, Министарство одбране Велике Британије је саопштило да је већина руских копнених снага остала преко 30 km северно од Кијева, успорен украјинским отпором на аеродрому Гостомељ. Такође је речено да се борбе воде у близини Чернигова и Харкова и да су оба града остала под контролом Украјине.
Министарство одбране Русије најавило је заузимање Бердјанска и Енерходара, поред околине Запорошке нуклеарне електране. Украјина је негирала да је изгубила контролу над фабриком. Градоначелник Енерходара Дмитро Орлов негирао је да су град и фабрика били заробљени.